# Хребет Национальной академии наук Таджикистана
Хребет Национальной академии наук Таджикистана (до 31 июля 2023 года — хребет Акаде́мии Нау́к; тадж. Қаторкуҳи Академияи миллии илмҳои Тоҷикистон) — горный хребет на Западном Памире в Таджикистане. Хребет простирается в меридиональном направлении на расстояние около 110 км.
Высшая точка хребта НАНТ — пик Исмоила Сомони (7495 м) — высшая точка Таджикистана. 24 вершины хребта имеют высоту выше 6000 м.
Хребет сложен осадочными и метаморфическими породами палеозоя, отчасти гранитами. Вечные снега, покрывающие хребет Академии Наук, дают питание большому количеству крупных ледников: леднику Ванджях, Гармо. Общая площадь оледенения составляет 1500 км².
Хребет был открыт Николаем Корженевским в 1927 году и назван в честь Академии наук СССР.
Переименован в 2023 году — в честь Национальной академии наук Республики Таджикистан. 